# Morán (municipalité)
Pour les articles homonymes, voir Moran.
Morán est l'une des neuf municipalités de l'État de Lara au Venezuela. Son chef-lieu est El Tocuyo. En 2011, la population s'élève à 123 880 habitants.

## Géographie

### Subdivisions

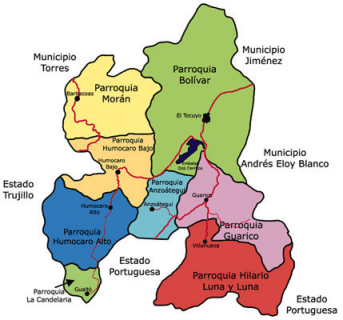
Carte des paroisses civiles de la municipalité.

La municipalité est divisée en huit paroisses civiles avec, chacune à sa tête, une capitale (entre parenthèses) : 
- Anzoátegui (Anzoátegui) ;
- Bolívar (El Tocuyo) ;
- Guarico (Guarico) ;
- Hilario Luna y Luna (Villanueva) ;
- Humocaro Alto (Humocaro Alto) ;
- Humocaro Bajo (Humocaro Bajo) ;
- La Candelaria (Guaitó) ;
- Morán (Barbacoas).